# Ústav fyziologických regulací ČSAV
Ústav fyziologických regulací ČSAV, který vznikl 1. ledna 1976 se sídlem Na Truhlářce 2, 180 00 Praha 8 - Libeň a zanikl 14. října 1993, vznikl z laboratoře grafických vyšetřovacích metod a laboratoře pro vyšší nervovou činnost, kterou od 50. let 20. století vedl Vilém Laufberger. Laufberger zkoumal především elektrické projevy srdeční činnosti a zabýval se konstrukcí diagnostických přístrojů. Vrcholem jeho práce byla diagnostika srdce pomocí spaciokardiografie. Na vývoji spaciokardiografu se kromě Laufbergera podíleli J. Prošek a Miroslav Netušil. Posledním ředitelem byl Ctibor Dostálek. Vedoucí laboratoře neurohumorálních regulací byla Eva Syková.